# Bistum Verdun

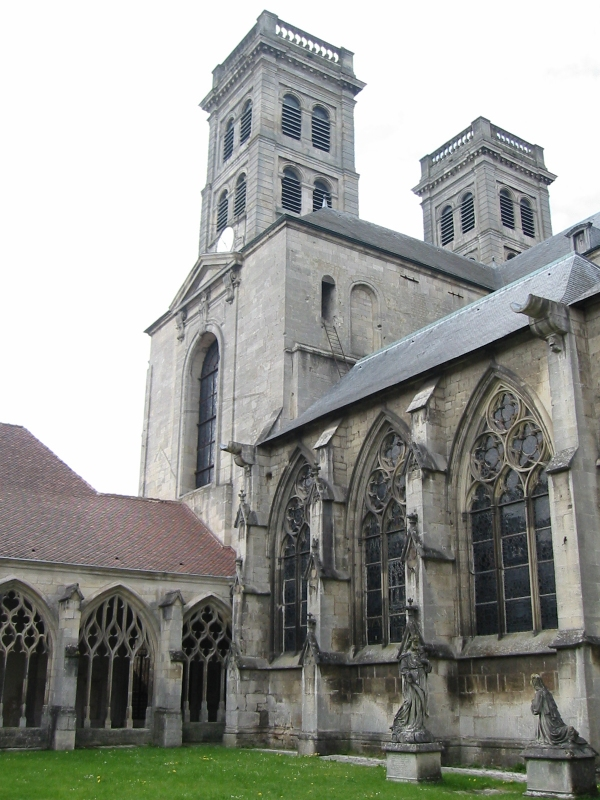
Kathedrale Notre-Dame in Verdun

Das Bistum Verdun (lateinisch Dioecesis Virodunensis, französisch Diocèse de Verdun) ist eine im 4. Jahrhundert entstandene römisch-katholische Diözese in Frankreich.

## Geschichte
Das Bistum Verdun verlor im 10. Jahrhundert bei einem Brand der Kathedrale den größten Teil seiner bis dahin geschriebenen Bücher. Der Presbyter Bertharius von Verdun (* um 875; † nach 925) rekonstruierte um 915 auf der Basis dessen, was er gelesen oder gehört hatte, die Bistumschronik über die ersten 31 Bischöfe. Darin beschrieb er, dass das Bistum seine damaligen Ländereien an der Mosel bereits im 6. Jahrhundert, zur Zeit des Bischofs Agericus (550 gewählt) vom austrasischen König Childebert II. (regierte von 575 bis 596) geschenkt bekommen habe.
Das zum Trierer Metropolitanverband gehörende Bistum hatte um das Jahr 1000 einen Umfang von etwa 3.000 km² und deckte sich fast vollständig mit der Grafschaft Verdun. In dieser Zeit konnte das Bistum bereits 4 Archidiakonate mit 9 Dekanaten aufweisen.
Das Domkapitel, welches unter der Leitung eines Propstes stand, hatte auch das Amt eines primicerius. Dieser konnte sich im Mittelalter zum wichtigsten Mann nach dem Bischof aufschwingen. Doch verfiel das Amt und wurde 1385 abgeschafft. Seither leitete der Dekan das Kapitel.
Pestepidemien und Kriegszüge ließen das Bistum im 14. Jahrhundert einen Großteil seiner Bevölkerung verlieren, so dass es auch wirtschaftlich in den Niedergang geriet. Zwischen 1457 und 1548 hielt keiner der Bischöfe seine Residenz in der Diözese. Gerade in dieser Zeit geriet es in das Kräftespiel zwischen Frankreich, Burgund, Lothringen und dem Kaiser. Hinzu kam, dass der Papst das Wiener Konkordat nicht auf das Bistum Verdun anwenden wollte. Seine Ernennungen spielten das Bistum dem Herzog von Lothringen in die Hände und führten zu einer weiteren Distanzierung zwischen dem Bistum und dem Reich. Das Königreich Frankreich beanspruchte seit dem 16. Jahrhundert nicht nur immer mehr Rechte, sondern errichtete im 1. Viertel des 17. Jahrhunderts in der Bischofsstadt auch eine Zitadelle. Als der Bischof dagegen protestierte und den königlichen Gerichtspräsidenten exkommunizierte wurde er nach Paris abgeführt und sein Einkommen beschlagnahmt.
Der Westfälische Frieden (1648) ließ das Bistum endgültig an Frankreich übergehen.

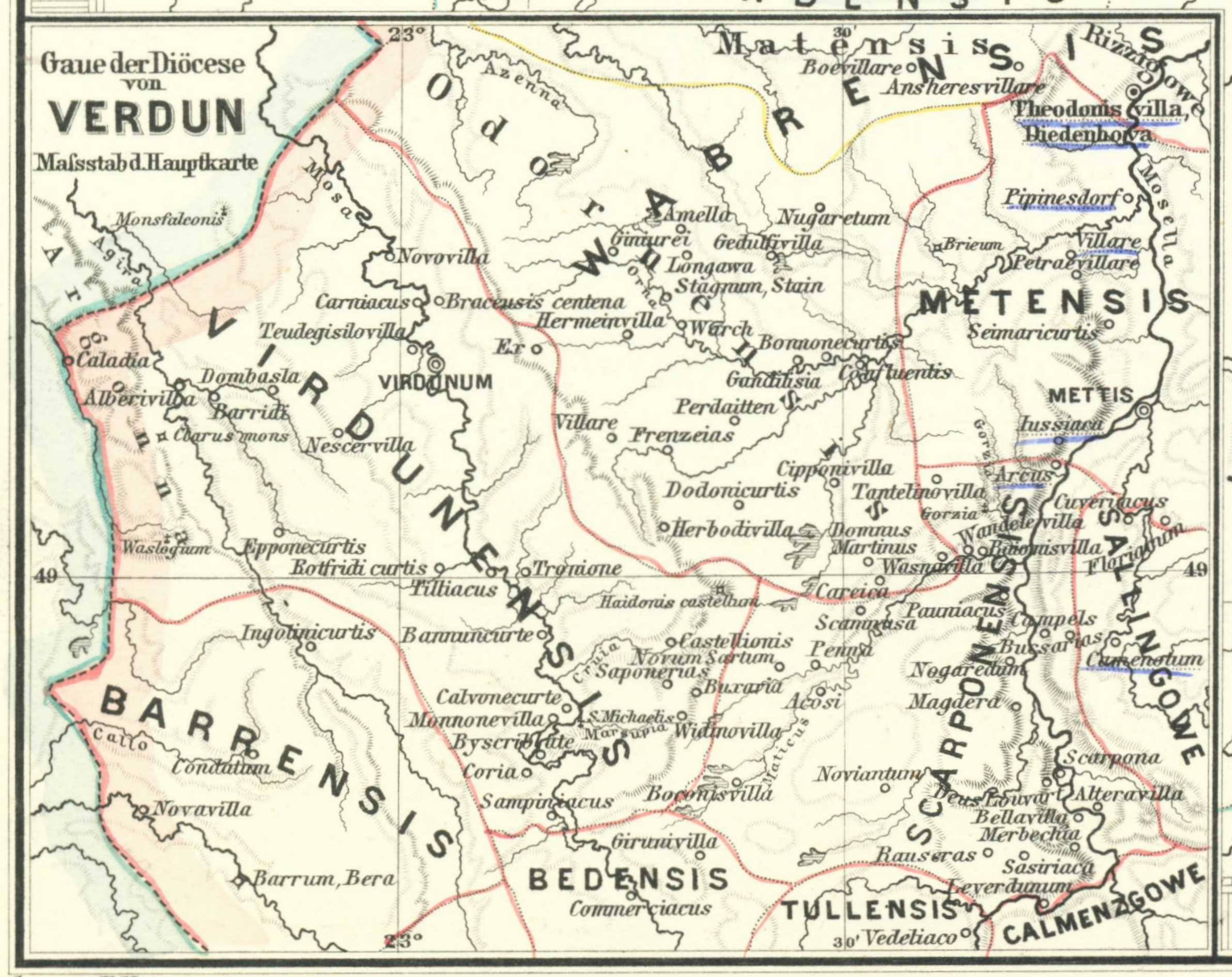
Die Diözese von Verdun (Karte von 1873)

Nachdem das Bistum Verdun im Verlauf der Französischen Revolution säkularisiert wurde, kam es am 6. Oktober 1822 zu einer Wiederbegründung. Aus dem Bistum Nancy herausgelöst umfasste es nun ein Gebiet von 6.211 km² und gehört dem Metropolitanverband Besançon an.